# Shuangpai
Shuangpai är ett härad som lyder under Yongzhous stad på prefekturnivå i Hunan-provinsen i södra Kina.